# オイラーの五角数定理
数学において、オイラーの五角数定理（オイラーのごかくすうていり、Euler's pentagonal number theorem）は次式が恒等式であることを主張する定理である。
{\displaystyle (q;q)_{\infty }=\prod _{n=1}^{\infty }(1-q^{n})=\sum _{n=-\infty }^{\infty }(-1)^{n}q^{n(3n-1)/2},\quad |q|<1.}
{\displaystyle (q;q)_{\infty }}はqポッホハマー記号である。具体的には以下の式を表す。
{\displaystyle (1-x)(1-x^{2})(1-x^{3})\cdots =1-x-x^{2}+x^{5}+x^{7}-x^{12}-x^{15}+x^{22}+x^{26}-\cdots .}
この等式はヤコビの三重積公式の特殊な場合であり、右辺に五角数が表れる。
五角数定理から分割関数の漸化式が導かれる。また、五角数定理は、整数を互いに異なる自然数に分割する方法のうち、偶数個に分割する方法に+1、奇数個に分割する方法に-1をわりあて、すべての分割に対する合計を考えたとき、五角数以外の整数ではその合計がゼロとなることを示す。
整数{\displaystyle n}の互いに異なる偶数個の自然数への分割を集合{\displaystyle {\mathcal {Q}}^{0}(n)}で表し、互いに異なる奇数個の自然数への分割を集合{\displaystyle {\mathcal {Q}}^{1}(n)}と表すと
{\displaystyle |{\mathcal {Q}}^{0}(n)|-|{\mathcal {Q}}^{1}(n)|={\begin{cases}(-1)^{k}&{\mbox{if }}n={\frac {k(3k{\pm }1)}{2}},k\in \mathbb {N} \\0&{\mbox{otherwise}}\end{cases}}}
が成立する。例えば、整数12を偶数個の互いに異なる自然数に分割する方法は
12=11+1
12=10+2
12=9+3
12=8+4
12=7+5
12=6+3+2+1
12=5+4+2+1
であり、奇数個の互いに異なる自然数に分割する方法は
12=12
12=9+2+1
12=8+3+1
12=7+4+1
12=7+3+2
12=6+5+1
12=6+4+2
12=5+4+3
であるから、左辺は{\displaystyle 7-8=-1}である。一方、{\displaystyle 12={\frac {3(3\cdot 3-1)}{2}}}であるから、右辺も{\displaystyle (-1)^{3}=-1}である。

## ヤコビの三重積による証明
ヤコビの三重積の公式
{\displaystyle \sum _{n=-\infty }^{\infty }{q^{n^{2}}z^{n}}=\prod _{m=1}^{\infty }{\left(1-q^{2m}\right)\left(1+q^{2m-1}z\right)\left(1+q^{2m-1}z^{-1}\right)}}
に q = x3/2, z = −x−1/2 を代入すると
{\displaystyle {\begin{aligned}\sum _{n=-\infty }^{+\infty }\left(x^{3/2}\right)^{n^{2}}\left(-x^{-1/2}\right)^{n}&=\prod _{m=1}^{\infty }(1-x^{3m})(1-x^{(6m-3)/2}x^{-1/2})(1-x^{(6m-3)/2}x^{1/2})\\&=\prod _{m=1}^{\infty }(1-x^{3m})(1-x^{3m-2})(1-x^{3m-1})\\\sum _{n=-\infty }^{+\infty }(-1)^{n}x^{n(3n-1)/2}&=\prod _{m=1}^{\infty }(1-x^{m})\end{aligned}}}
となる。

## 組み合わせによる証明
証明は偶数個の分割と奇数個の分割を対応させる法則を示すことにより可能となる。下図は20 = 7 + 6 + 4 + 3 の分割を表すフェラーズ図形 である。
ここで m を最下行の要素数とする(この図では m = 3)。また s を「１つ上の行より1少ないという関係が続いている部分」のうち、もっとも右側にあるものの長さとする(この例ではs = 2。図の赤い点で示される)。
このとき m > s ならば、赤い点の部分を最下部に付け加えることで新しい分割を作ることができる。
もし m ≤ s であるなら(この新しい図では m = 2, s = 5 となりこの条件を満たす)、先ほどと逆の操作をすることで、新しい分割を作ることができる。例えば上図にこの操作をすると、はじめの図に戻る。
この操作は後に述べる例外を除き、必ず分割の偶奇性を変える。また同じ操作を二回繰り返すともとに戻る。この結果から、偶数分割と奇数分割のペアを対応させることができ、五角数定理において+1と-1が割当てられている項どうしが相殺される。この例は
7 + 6 + 4 + 3 <-> 6 + 5 + 4 + 3 + 2 
という対応を表している。
この対応が成り立たない例外は以下のケースである。
1) m = s であり、すべての行が１つ上の行より1少ないという関係になっている。
この場合、先に述べた操作をすると
となり分割の偶奇性が変化しない。またこの操作を繰り返してももとには戻らない。この例では 5 + 4 + 3 ->  6 + 5 + 1 -> 7 + 5 となる。このような条件が満たす n は以下の式で求まる。m をもとの図の最下部の数とすると
{\displaystyle n=m+(m+1)+(m+2)+\cdots +(2m-1)={\frac {m(3m-1)}{2}}={\frac {k(3k-1)}{2}}}
ここでkをmと等しい数とおいた。またこの分割に割当られる符号は
(−1)s となり、これはまた(−1)k と等しい。
2) m  =  s+1 であり、すべての行が１つ上の行より1少ないという関係になっている。
これに先に述べた操作をすると、同じ要素数の行が２つできてしまい、これは相異なる自然数への分割という条件を満たさなる。この例では 6 + 5 + 4 -> 5 + 4 + 3 + 3 となる。このときの n は
{\displaystyle n=m+(m+1)+(m+2)+\cdots +(2m-2)={\frac {(m-1)(3m-2)}{2}}={\frac {k(3k-1)}{2}},}
である。ここで k = 1−m である(負数)。この分割に割り当てられる符号は (−1)s であり、 s = m−1 = −k であるため、再び (−1)k. となる。
以上のことから、偶数分割と奇数分割はほとんどの場合、打ち消しあい、五角数定理の右辺の項はゼロとなるが、n が一般五角数 {\displaystyle n=g_{k}=k(3k-1)/2} である場合のみ、ペアを満たさない分割が一つだけ生じる。この分割に割当てられる符号は(−1)k であるため、五角数定理の右辺には(−1)kxn という項が残る。